# 竹井懿貞

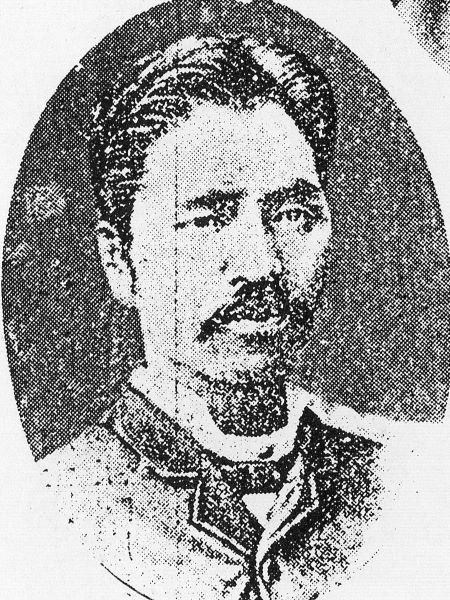
竹井懿貞

竹井 懿貞（たけい よしさだ / いてい、安政元年1月11日〈1854年2月8日〉 - 1903年〈明治36年〉4月25日）は、明治時代の政治家。衆議院議員（1期）。

## 経歴
上野国邑楽郡赤岩村（のち群馬県邑楽郡永楽村→千代田村、現・千代田町）の塩田家に生まれる。国学、漢学を学び、大学南校で教育を受け、さらにアメリカに留学する。帰国後、武蔵忍藩領大里郡熊谷町（埼玉県大里郡熊谷町を経て現熊谷市）の竹井家の養子となる。熊谷宿戸長、埼玉県属、埼玉県会議員を経て、1880年（明治13年）4月27日に同2代目副議長に就任した。
1885年（明治18年）大蔵省に入省し、大蔵省総務局会計課長となると東京府麹町区に転居した。
1890年（明治23年）7月の第1回衆議院議員総選挙では群馬県第2区から出馬し当選。衆議院議員を1期務めた。衆議院では大成会に所属。
のちに熊谷銀行を創設した。